# Toshiya Imamura
Toshiya Imamura (今村俊也?, Imamura Toshiya; Nara, 29 marzo 1966) è un goista giapponese.

## Biografia
Imparò il go fin da bambino, studiò sotto il sensei Yuichi Sonoda e divenne professionista nel 1980 a 14 anni presso la Kansai Ki-in, raggiunse il massimo grado di 9° Dan nel 1990.
Ha vinto diversi tornei secondari ma mai uno dei sette tornei maggiori, pur arrivando ad essere lo sfidante nel Gosei e nell'Oza. È anche il maestro di Hiro Hasegawa

## Titoli
| Nazionali                | Nazionali                  | Nazionali |
| Torneo                   | Vittorie                   | Finalista |
| ------------------------ | -------------------------- | --------- |
| Ōza                      |                            | 1 (2007)  |
| Gosei                    |                            | 1 (1989)  |
| Kansai Ki-in Primo Posto | 4 (1994, 1998, 2000, 2002) |           |
| Shinjin-O                | 1 (1984)                   | 1 (1985)  |
| Shin-Ei                  | 1 (1984)                   |           |
| Totale                   | 6                          | 3         |

| Controllo di autorità | VIAF (EN) 2232147907525879210003 · NDL (EN, JA) 001240850 |